# 維尤湖 (愛荷華州)
維尤湖（英語：Lake View）是一個位於美國愛荷華州索克縣的城市。

## 地理
維尤湖的座標為42°18′05″N 95°02′51″W / 42.30139°N 95.04750°W，而該地的平均海拔高度為372米（即1253英尺）。

## 人口
根據2010年美國人口普查的數據，維尤湖的面積為6.27平方千米，當中陸地面積為5.49平方千米，而水域面積為0.78平方千米。當地共有人口1142人，而人口密度為每平方千米182人。